# Alois Schmidt
Alois Schmidt (* 5. Mai 1798 in Salzburg; † 8. April 1865 in Brixen) war ein österreichischer Pfarrer und Politiker.

## Leben
Schmidt studierte von 1818 bis 1823 Philosophie und Katholische Theologie in Salzburg und wurde 1823 zum Priester geweiht. Er war von 1823 bis 1829 Kaplan in Salzburg und von 1829 bis 1837 Spiritual und Subdirektor des Priesterseminars in Salzburg. Ab 1837 war er Pfarrer, Dekan und Distriktsschulinspektor in Brixen, zuletzt mit dem Titel Fürstbischöflicher Geistlicher Rat. Auch seinen Ruhestand verbrachte er in Brixen. Er war Verfasser der "Leichenrede bei den Exequien Se. M. Kaiser Franz von Österreich", Salzburg 1835.
Während der Märzrevolution war er 1848 Mitgründer der Schützenkompanie in Hopfgarten. Vom 18. Mai 1848 bis zum 28. August 1848 vertrat er den Wahlkreis Tirol und Vorarlberg (3. Unterinntal, Rattenberg) in der Frankfurter Nationalversammlung. Im Parlament blieb er fraktionslos und stimmte mit dem Rechten Zentrum. Sein Nachfolger wurde Peter Erasmus Gspan. Von Juni bis August 1848 gehörte er dem Katholischen Club in Frankfurt am Main an.